# Св. св. Константин и Елена (Пловдив)
Вижте пояснителната страница за други значения на свети свети Константин и Елена.
„Св. св. Константин и Елена“ е православна църква в град Пловдив, България. Построена е през 1832 година на мястото на по-стара църква от майстор Петко Боз и е богато украсена от Захарий Зограф, Димитър Зограф, Атанас Гюдженов, Никола Одринчанин, Станислав Доспевски и Иван Пашкула.

## История
Църквата е разположена в Стария град, на прехода между Хълма на играчите и Хълма на стражите, редом с източната порта на ранновизантийския акропол (Хисар капия). Под олтара на днешната постройка се намира средновековно помещение (вероятно крипта), а в съседство са открити основите на църковна сграда от XIII-XIV век.
По време на предприетите от император Диоклециан (284 – 305) гонения срещу християните езичниците заловили 38 изповедници от Пловдив и околността. Между тях били и знатните граждани Север и Мемнон. Една арменска енциклопедия от 1769 г. твърди, че те са посечени там, където впоследствие била издигната черквата „Св. св. Константин и Елена“. Козма Апостолидис дори предполага, че тя отначало се е наричала „Св. св. Север и Мемнон“ и едва по-късно получила сегашното си име. Всъщност мъчениците са намерили смъртта си на съвсем друго място, до старата Източна порта на Филипопол.
Стефан Герлах споменава храм „Св. Константин“ във връзка с посещението си в Пловдив през 1578 г. В откритото преддверие на сегашната сграда лежат три надгробни плочи с гръцки надписи от 1795 – 1801 г. От предишния храм са останали и четири рисувани през XVI век иконостасни икони на Христос, Богородица, Йоан Предтеча и св. св. Константин и Елена.
Към 1810 г. Тодор Петков Моравенов (родственик на Константин Моравенов) заварва постройката полусрутена: „Влизаше се в един хайят уж покрит, че керемиди нямало, но само гредите стояха като едно тяло без месо, но само кокали. Стената откъде сокакът бе паднала наполовина...“ В течение на двадесет години Моравенов събира сред енориашите средства за ремонт, които достигнали 200 000 гроша. През 1830 г. чорбаджи Вълко Куртович Чалъков издейства султански ферман за ремонта на „Св. Константин и Елена" и на съседната църква „Св. Неделя".
Храмът е изцяло преиздигнат от брациговски майстори-зидари, начело с Петко Боз, и осветен на 30 октомври 1832 г. Мецовският резбар Иван Пашкула (Йоанис Паскулис) изработва иконостаса му по образец на този в православната църква „Света Троица" във Виена. Повечето иконостасни икони са рисувани от Захарий Зограф, тази на свети Петър и Павел (1848) е от Никола Одринчанин, а тази на св. Никола се приписва на светогорския майстор Никифор от Карпениси. През 1865 – 1866 г. Атанас Гюдженов и Стефан Андонов украсяват храма и със стенописи. Издигнатата в северозападния ъгъл на черковния двор кула-звънарница датира от вероятно от 60-те години на XIX в.
От 1954 г. църквата „Свети Константин и Елена" е паметник на културата. През 1978 – 1989 г. тя е цялостно реставрирана.

## Галерия
- Иконостасът на черквата „Св. св. Константин и Елена“
- Средната част с царските двери
- Южната част
- Северната част

- Стари надгробни плочи в притвора на черквата
- Надгробие на хаджи Мицовия зет Димитър (1801) и на съпругата му Теодосия (1799)
- Надгробие на хаджи Маргарит и баща му хаджи Босхо (Божко), кафтанджии (1795)
- Надгробие на хаджи Христовите деца Левтерий, Анастас и Мрофула (1795)

- Други снимки на църквата
- Камбанарията
- Въздвижение на Кръста (стенопис в притвора на храма)
- Гледка откъм регионален етнографски музей Пловдив

## Изследвания
- свещ. М. П. Каравелов, Храм-паметник „Св. Констанин и Елена" – гр. Пловдив. Пловдив, 1957
- Пандурски, В., Поглед върху строежа и разукрасата на пловдивските старинни храмове. – Духовна култура, 38, 1958, кн. 9 – 10, 30 – 33
- Αποστολίδης, Κ. Μ. Η της Φιλιππουπόλεως ιστορία από των αρχαιοτάτων μέχρι των καθ' ημάς χρόνων. Αθήνα, 1959, 300 – 301
- Коева, М. Паметници на културата през Българското възраждане: архитектура и изкуство на българските църкви. С., 1977, 126, фиг. 59 – 62
- Велчев, Й. Градът или между Изтока и Запада XIV – XVII век. Пловдив, 2005, 204 – 208